# Un viejo que leía novelas de amor
Un viejo que leía novelas de amor es una novela literaria escrita por el periodista y cineasta chileno, autor de cuentos y novelas Luis Sepúlveda. Fue escrita en el año 1988. El éxito de este libro fue tan rotundo que se tradujo a 60 idiomas y alcanzó los 18 millones de libros vendidos después de su publicación. Esta novela fue llevada al cine con guion propio del escritor, bajo dirección del australiano Rolf de Heer e interpretada por Richard Dreyfuss. Recibió el Premio Tigre Juan.

## Argumento

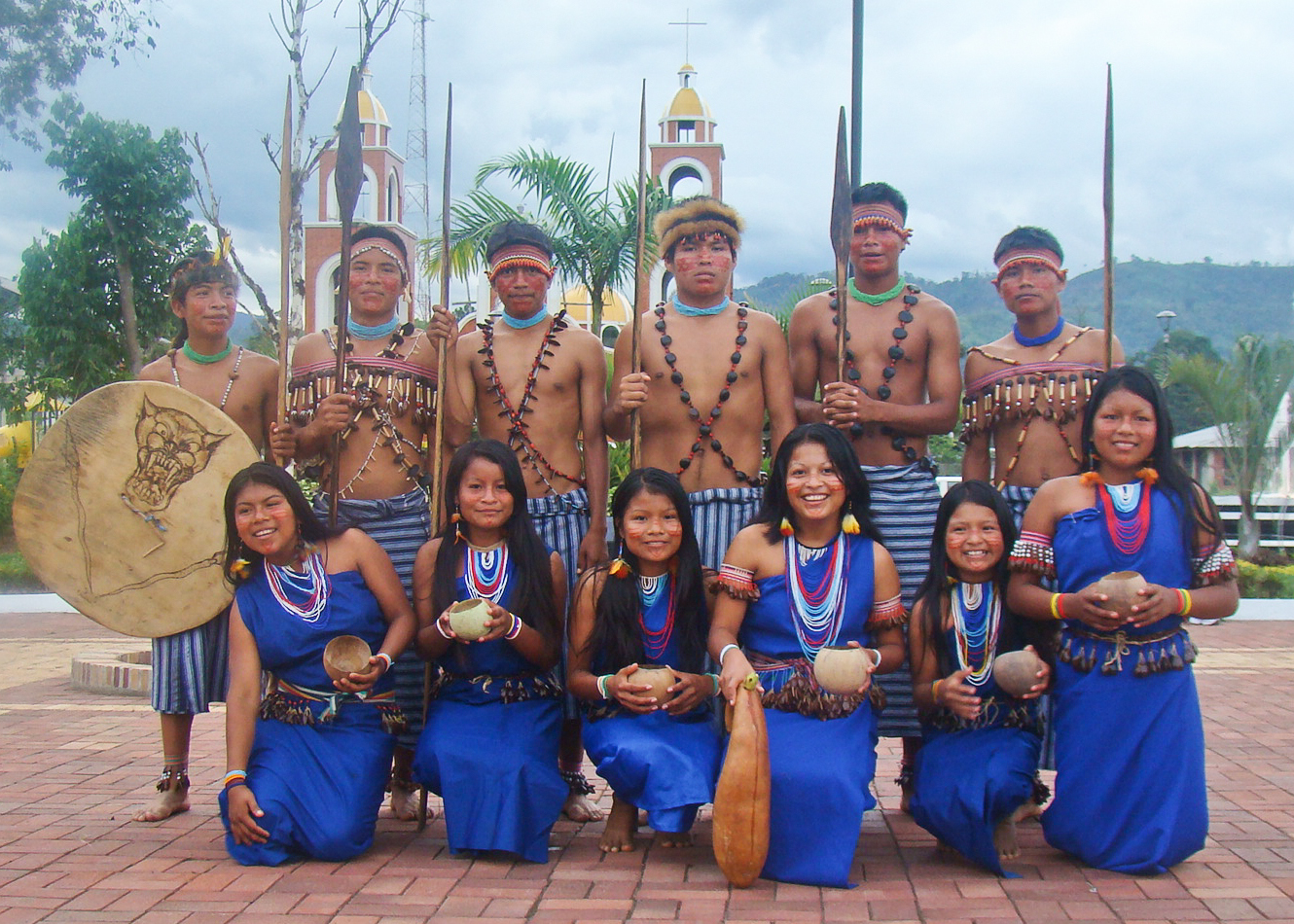
Tribu Shuar.

La novela narra la historia de Antonio José Bolívar Proaño, al que se le suele referir sencillamente como "el picante", un hombre en la región amazónica del Ecuador donde viven los indígenas Shuar, y de quienes aprendió sus costumbres, creencias y su manera de entender y convivir con la selva y sus habitantes animales.
El viejo vive en la aislada comunidad de El Idilio, un pequeño asentamiento a orillas de un río. Tras darse cuenta de que, sin poder explicar muy bien donde lo aprendió, podía leer, le encarga a su amigo Rubicundo, el único dentista que frecuenta la zona, novelas de amor para pasar sus días de vejez. 
El conflicto principal de la narración comienza con el descubrimiento del cadáver destrozado de un cazador norteamericano, quien llevaba consigo pieles de cachorros de tigrillos. El viejo identifica en las heridas de los cuerpos, empleando el conocimiento que le proporcionaron los Shuar, que fueron víctimas de la hembra madre, posiblemente enloquecida por la pérdida de sus crías y cazando animales y humanos indiscriminadamente. El gobernador del pueblo organiza una partida para cazar a la tigrilla, y tras reconocer las capacidades del viejo con la identificación de los signos en los cadáveres, lo asigna en la cacería.

## Personajes
- Antonio José Bolívar Proaño: es el protagonista.

- Indígenas (los shuar): es un pueblo indígena amazónico del cual el protagonista aprende a apreciar la naturaleza y a convivir con la misma. Andaban semidesnudos y se caracterizaban por ser nómadas y también por ser excelentes cazadores. Los colonos los denominaron jíbaros.

- Rubicundo Loachamin: fue el único amigo de Antonio José Bolívar Proaño quien le entregaba novelas de amor que obtenía en sus viajes. Era un dentista que visitaba a los indígenas de la zona y a los habitantes de El Idilio.

- Dolores Encarnación del Santísimo Sacramento Estupiñán Otávalo: fue la esposa de Antonio José Bolívar Proaño. Era una mujer muy religiosa, esto se infiere por su nombre y por las reacciones que tenía ante los intentos de besos de Antonio. Después de mudarse a El Idilio, el invierno y la malaria terminaron con su vida.

## Recepciones
Roxana Orué, escritora peruano-canadiense, autora de poemas, cuentos, ensayos y crítica literaria) señala que:

Es una novela tan corta que parece un cuento largo en el cual el manejo de la atmósfera selvática es soberbio. En ese ambiente amazónico, aunque la mayoría de los personajes no son shuar, se respira el sentir indígena. Y ese es el tributo de este libro: hacernos identificarnos con los indígenas, impresionarnos con la ignorante invasión de la “civilización”, inducirnos a amar la selva, provocarnos el deseo de conocerla más, inquietarnos al punto de desear saber qué hacer para protegerla. La obra sintetiza sus mensajes con tal intensidad que podemos aventurar que, si la lee, no la olvidará.

En el sitio web de análisis literarios, Traslalluvialiteraria, se expresa que:

Luis Sepúlveda nos regala una historia encantadora con la cual demuestra una clara habilidad narrativa. En Un viejo que leía novelas de amor demuestra como en algunas ocasiones es absolutamente innecesario alargar una novela a fin de que esta paresa más elaborada. El autor cuenta, en pocas páginas, lo que quería contar y toma la decisión de terminar el libro cuando ya ha logrado su objetivo. Una decisión muy sabia, sin ninguna duda.

Rodrigo Malaver Rodríguez, docente Universidad Nacional de Colombia. Departamento de lingüística. Universidad Pedagógica Nacional, departamento de lenguas español-inglés. Universidad Distrital Francisco José de Caldas señaló en su tesis:

La urgencia de revaluar paradigmas como el de selva es vital en la cultura. Un ejemplo de esta necesidad se ilustra a través de Un viejo que leía novelas de amor de Luis Sepúlveda por medio de un proceso, el cual se puede inscribir dentro de los Estudios Culturales y con el que también se lleva de lado un proceso de secularización, denominado de la oralitura al etnotexto. Este autor hace ecología a través de su novela registrando la cultura del pueblo shuar, pueblo que es parte de la selva y además la protege. El conocimiento del registro de esta cultura por medio de la corriente del investinvolucramiento que incluye la oralitura y el etnotexto, los cuales a su vez dan origen al ecotexto enmarcado dentro de la ecoliteratura, acerca al lector hacia una visión más objetiva de dicho ambiente y, por supuesto, de tal paradigma.

Juan Gabriel Araya, académico del Departamento de Artes y Letras es autor de libros de cuentos, novelas y obras teatrales e investigador y profesor de Literatura en la Universidad del Bío-Bío señala varios aspectos del autor y su novela poniendo énfasis en la importancia en el mundo literario actual y la calidad de su obra.
José Carlos Saranda, Doctor en Filosofía y Letras y Doctorando en Ciencias de la Educación, hace un análisis profundo de la novela de Luis Sepúlveda, dividiendo sus temas:

En esta primera parte, el protagonista es un coadyuvante del sistema, no se cuestiona si lo que hace está bien o mal, es la única forma de vida que conoce y la única que concibe desde su experiencia.

La segunda, el punto de inflexión, tras la muerte de la esposa, supone la experiencia de la adaptación al entorno: solo y sin motivo para seguir luchando, con el corazón lleno de odio contra la selva a la que culpa de la muerte de su esposa, se abandona y en este abandono encuentra a los shuar.

La tercera supone el regreso a la “civilización” una vez transformado y la convivencia con su anterior forma de vida, pero desde su conciencia de la realidad profunda que le rodea, una realidad de la que ya forma parte y con la que se identifica. En esta fase, el viejo ya no es coadyuvante de los poderes fácticos ni económicos –el Estado, el alcalde, los gringos, los buscadores de oro…-  y su profundo conocimiento de la vida en la selva nos muestra cómo es la ignorancia y el orgullo de los recién llegados –colonos, buscadores de oro, aventureros…- el origen de los todos los males y peligros que acechan a quienes viven en este entorno sin intentar aprender y comprender sus reglas.

Posteriormente Saranda expone los tres temas principales que a su juicio contiene la novela estos son: Defensa de la naturaleza (protección del Amazonas), La bondad del hombre salvaje y El ser humano frente a los convencionalismos sociales -la presión de la colectividad hacia el individuo (dividido en tres sub-temas).

## Dimensión ecológica
Luis Sepúlveda presenta en sus obras dimensiones que están íntimamente relacionadas con el hombre y el paisaje, ya sea temas como la barbarie humana civilizada junto con la conservación del medio ambiente natural. Patagonia Express (1995), Hot Line (2002), Historia de una gaviota y del gato que le enseñó a volar (1996), Mundo del fin del mundo (1994) y por supuesto Un viejo que leía novelas de amor (1988) son claros ejemplos de estas temáticas.
Esta novela nace de la experiencia amazónica que tuvo Luis Sepúlveda junto con los shuar, al igual que Antonio, personaje principal. Cabe destacar que Luis Sepúlveda pertenece a Greenpeace.
El autor presenta, al comienzo del libro, las notas y la dedicatoria, es ahí donde menciona a dos personas que están relacionadas con la ecología.

Esta novela ya nunca llegará a tus manos, Chico Mendes, querido amigo de pocas palabras y muchas acciones, pero el Premio Tigre Juan es también tuyo, y de todos los que continuarán tu camino, nuestro camino colectivo en defensa de este el único mundo que tenemos.
Luis Sepúlveda, Un viejo que leía novelas de amor

A mi lejano amigo Miguel Tzenke, síndico shuar de Zumbí en el alto Nangaritza y gran defensor de la amazonía. En una noche de narraciones desbordantes de magia me entregó algunos detalles de su desconocido mundo verde, los que más tarde, en otros confines alejados del Edén ecuatorial, me servirían para construir esta historia.
Luis Sepúlveda, Un viejo que leía novelas de amor

Los motivos que tiene el autor al presentar a dichas personas son dar a conocer y tener una postura frente al cuidado y el equilibrio del medio ambiente.
Básicamente la naturaleza que Luis intenta mostrar está provista de una cantidad inimaginable de especies que se ven amenazadas por buscadores de oro los cuales quieren intervenir en la selva a través de la fuerza bruta y la eliminar a los animales que provienen de ella y de los shuar.
La combinación que produce Luis Sepúlveda entre la ecología y la literatura es muy importante: presenta personajes, lugares, acciones que están íntimamente relacionados con el medio ambiente natural para luego presentar una problemática actual que es el cuidado de este mismo.
Se insta a reflexión sobre la preservación y a generar opiniones sobre el cuidado de este y su equilibrio para que el ser humano pueda sobrevivir en este medio.